# Боргоманеро
Боргоманѐро (на италиански: Borgomanero, на местен диалект: Burbanee, Бюрбанее, на пиемонтски: Borbané, Борбане) е град и община в Северна Италия, провинция Новара, регион Пиемонт. Разположено е на 307 m надморска височина. Населението на общината е 21 717 души (към 2014 г.).